# Polystepha pilulae
Espèce
Polystepha pilulae est une espèce de moucherons piqueurs de la famille des Cecidomyiidae. 

## Répartition
Polystepha pilulae se rencontre dans l'Est de l'Amérique du Nord.

## Systématique
Le nom valide complet (avec auteur) de ce taxon est Polystepha pilulae (Beutenmüller, 1892).
L'espèce a été initialement classée dans le genre Cecidomyia sous le protonyme Cecidomyia pilulae Beutenmüller, 1892.
Polystepha pilulae a pour synonymes :
- Cecidomyia pilulae Beutenmüller, 1892
- Cecidomyia pilulae Walsh, 1864
- Cincticornia pilulae Beutenmuller, 1892